# Iso Ahvenislampi
Iso Ahvenislampi är en sjö i kommunen Keitele i landskapet Norra Savolax i Finland. Sjön ligger 114,5 meter över havet. Den är 2,5 meter djup. Arean är 51 hektar och strandlinjen är 3,96 kilometer lång. Sjön  ingår i Kymmene älvs huvudavrinningsområde.   Den ligger omkring 66 kilometer väster om Kuopio och omkring 330 kilometer norr om Helsingfors. 